# Survivor Series (2001)
Survivor Series 2001 (llamado también Surv1vor series) fue la decimoquinta Survivor Series, un evento anual de pay-per-view de lucha libre profesional producido por la World Wrestling Federation. Tuvo lugar el 18 de noviembre del 2001 en el Greensboro Coliseum en Greensboro, Carolina del Norte. Los temas oficiales fueron "Control", de Puddle of Mudd y "The End", de Jim Johnston.
La historia de InVasión terminó en este evento con la lucha "El ganador se lleva todo."
Fue el último Survivor Series de la era Attitude y bajo el nombre WWF, tras cambiar su nombre a WWE 6 meses después.

## Resultados
- Sunday Night HEAT match: Lance Storm, Justin Credible & Raven derrotaron a Albert, Scotty 2 Hotty & Spike Dudley (3:08)
  - Storm cubrió a Spike.
- Christian derrotó a Al Snow, reteniendo el Campeonato Europeo de la WWF (6:30)
  - Christian cubrió a Snow después de un "Unprettier".
- William Regal derrotó a Tajiri (con Torrie Wilson) (2:56)
  - Regal cubrió a Tajiri después de un "Tiger Bomb".
  - Después de la lucha, Regal le aplicó otra "Tiger Bomb" a Tajiri  y a Torrie Wilson.
- El Campeón de los Estados Unidos de la WCW Edge derrotó al Campeón Intercontinental de la WWF Test en una Unification match (11:17)
  - Edge cubrió a Test con un "Roll-Up"
  - Como Resultado El Campeonato de los Estados Unidos de la WCW fue desactivado
- Los Campeones en Pareja de la WCW The Dudley Boyz (Bubba Ray & D-Von) (con Stacy Keibler) derrotaron a los Campeones en Pareja de la WWF The Hardy Boyz (Matt & Jeff) en un Steel Cage Unification match (15:29) 
  - Bubba Ray cubrió a Jeff, después de que este fallase un "Swanton Bomb", desde lo alto de la celda.
- Test ganó una Immunity Battle Royal (14:03)
  - Test eliminó finalmente a Billy Gunn, ganando la lucha
  - Debido a esto, Test no podía ser despedido durante un año, independientemente del equipo ganador del evento principal.
  - Los otros participantes fueron: Bradshaw, Faarooq, Lance Storm, Billy Kidman, Diamond Dallas Page, Albert, Tazz, Perry Saturn, Raven, Chuck Palumbo, Crash Holly, Justin Credible, Shawn Stasiak, Steven Richards, Tommy Dreamer, The Hurricane, Spike Dudley, Hugh Morrus, Chavo Guerrero y Funaki.
- Trish Stratus derrotó a Lita, Jacqueline, Mighty Molly, Jazz y Ivory en un Six Pack Challenge ganando el vacante Campeonato Femenino de la WWF (4:21)
  - Stratus cubrió a Ivory después de una "Stratusfaction".
- Team WWF (El Campeón de la WCW The Rock, Chris Jericho, The Undertaker, Kane & The Big Show) derrotaron al Team Alliance (El Campeón de la WWF Stone Cold Steve Austin, Kurt Angle, Booker T, Campeón Hardcore de la WWF Rob Van Dam & Shane McMahon) en el Tradicional Survivor Series Match (44:57)
  - The Rock cubrió a Austin después de un "Rock Bottom".
  - El equipo ganador adquiriría la empresa del equipo contrario.
  - Durante el combate, Chris Jericho traicionó al equipo WWF atacando a The Rock con un "Breakdown" cambiando a heel por completo y Angle traicionó a The Alliance, atacando a Austin con el cinturón del Campeonato de la WWF Cambiando a face.
  - Durante el combate, Jericho intento atacar de nuevo a The Rock pero fue detenido por Undertaker.
  - Durante el combate, el árbitro de la WCW Nick Patrick atacó al árbitro de WWE Earl Hebner para remplazarlo pero recibió un "Stone Cold Stunner" de Austin tras fallar el conteo de 3.
  - Después de la lucha, todo el roster de la WWF y Mr. McMahon celebraron la victoria.
  - Como consecuencia, todos los luchadores de The Alliance fueron despedidos de la WWF (excepto los que tenían un título y Test debido a que él ganó un contrato especial).
  - Debido a la victoria de la Federación el Campeonato de WCW que portaba The Rock pasó a ser llamado Campeonato Mundial.

| Nº                                 | Luchador      | Equipo        | Eliminado por | Técnica de eliminación                                                                                            | Tiempo |
| ---------------------------------- | ------------- | ------------- | ------------- | --- | ------ |
| 1                                  | Big Show      | Team WWF      | Shane McMahon | "Angle Slam" de Angle, "Scissors Kick" de Booker, "Five-Star Frog Splash" de Van Dam y "Leap of Faith" de McMahon | 12:20  |
| 2                                  | Shane McMahon | Team Alliance | Chris Jericho | "Chokeslam" de Kane, "Tombstone Piledriver" de Undertaker y "Lionsault" de Jericho                                | 14:10  |
| 3                                  | Kane          | Team WWF      | Rob Van Dam   | "Flying Thrust Kick"                                                                                              | 17:58  |
| 4                                  | Undertaker    | Team WWF      | Kurt Angle    | "Stone Cold Stunner" de Austin                                                                                    | 19:41  |
| 5                                  | Booker T      | Team Alliance | The Rock      | "Roll-Up" | 22:10  |
| 6                                  | RVD           | Team Alliance | Chris Jericho | "Breakdown" | 24:29  |
| 7                                  | Kurt Angle    | Team Alliance | The Rock      | "Sharpshooter" | 31:29  |
| 8                                  | Chris Jericho | Team WWF      | Steve Austin  | "Roll-Up" | 34:08  |
| 9                                  | Steve Austin  | Team Alliance | The Rock      | Golpe con el Campeonato de la WWF de Kurt Angle y "Rock Bottom"                                                   | 44:26  |
| Superviviente: The Rock (Team WWF) |               |               |               | |        |

## Otros Roles
Comentaristas
- Jim Ross (comentarista WWF)
- Paul Heyman (comentarista Alliance)

Comentaristas en español
- Carlos Cabrera
- Hugo Savinovich

Entrevistadores
- Jonathan Coachman
- Michael Cole

Presentadores
- Howard Finkel

Árbitros
- Earl Hebner
- Mike Chioda
- Tim White
- Jim Korderas
- Chad Patton
- Jack Doan
- Nick Patrick
- Theodore Long
- Brian Hebner
- Mike Sparks